# 尤金妮·勒索默
尤金妮·安妮·克洛汀·勒索默-達列（法語：Eugénie Anne Claudine Le Sommer-Dariel，1989年5月18日—）是法國職業女子足球運動員，司職前鋒，現效力法國甲組女子足球聯賽球隊奧林匹克里昂和法國國家女子足球隊。
勒索默是當代獲得最多俱樂部榮譽的女子足球員之一。截至2024年7月，她是國家隊目前進球數最高的紀錄保持人，在她效力里昂的14餘年總共獲得13次法甲聯賽冠軍、8次歐冠冠軍以及9次法國盃冠軍；個人方面曾入選2次國際足協年度最佳陣容（2015年、2016年）、2次職業足球運動員全國聯盟年度最佳女子球員（2009–10年、2014–15年）。

## 外部連結
- 尤金妮·勒索默 – FIFA國際賽競賽紀錄 (存檔)
- 尤金妮·勒索默在Olympics.com的个人资料和比赛数据
- 尤金妮·勒索默在Olympedia的个人资料和比赛数据
- 尤金妮·勒索默的Instagram帳戶
- 上的尤金妮·勒索默（法語）
- 尤金妮·勒索默 （页面存档备份，存于）在奧林匹克里昂女子足球俱樂部